# 秋中村
秋中村（あきなかそん）は、山口県玖珂郡にあった村。現在の岩国市美和町北中山・美和町秋掛にあたる。

## 地理
- 山岳 ： 羅漢山、二代木山

## 歴史
- 1889年（明治22年）4月1日 - 町村制の施行により、北中山村・秋掛村の区域をもって発足。
- 1955年（昭和30年）4月1日 - 賀見畑村と合併して美和村が発足。同日秋中村廃止。